# Bayard Rustin
Pour les articles homonymes, voir Rustin et Bayard.
Bayard Rustin, né le 17 mars 1912 à West Chester, dans l'État de Pennsylvanie, et mort le 24 août 1987 à Manhattan (New York), est un militant et stratège politique américain du mouvement des droits civiques et conseiller de Martin Luther King Jr. de 1953 à 1968 pour l'organisation d'actions non-violentes.

## Biographie

### Jeunesse et formation
Bayard Rustin, est le fils d'Archie Hopkins et de Florence Rustin, qui avait 16 ans à sa naissance. Il est élevé par ses grands parents Janifer et Julia Rustin, qui lui inculquent les valeurs de non-violence des quakers. Après ses études secondaires à la West Chester Area School District, il suit de façon intermittente des études dans divers établissements universitaires : l'université Wilberforce (1932-1936), l'université Cheney de Pennsylvanie (1936) et le City College of New York (1937),.

### Parcours militant
Pendant ses études au Cheyney State Teachers College (université Cheney de Pennsylvanie), il suit les conférences de l'organisation pacifiste American Friends Service Committee.
Étudiant au City College of New York en 1937, Rustin rejoint la Young Communist League (YCL) dont il approuve l'engagement en faveur de l'égalité des droits civiques. En 1941, il quitte le Parti communiste américain qui délaisse cette question.
En 1941, il rejoint le Fellowship of Reconciliation (FOR) et devient secrétaire du CORE (Congress of Racial Equality) dont il fait partie des fondateurs.
En 1941, il seconde le leader syndical A. Philip Randolph, pour organiser une marche sur Washington pour protester contre les discrimination raciales en sein de l'armée. Le président Franklin D. Roosevelt redoutant une forte mobilisation, signe le 25 juin 1941 l'Executive Order 8802, qui met fin aux discriminations raciales et ethnique au sein des entreprises liées à l'industrie de l'armement, cette décision favorablement reçue fait annuler la marche prévue.
En 1943, Rustin refuse de s'inscrire sur listes du recensement militaire, prévu par le Selective Training and Service Act of 1940 (en). Il est condamné comme délinquant notoire, il est emprisonné, dans un premier temps, dans la prison fédérale d'Ashland dans le Kentucky en 1944, régulièrement battu par les blancs il demande une protection au nom de l'égalité des droits, il est alors transféré au pénitencier fédéral de Lewisburg de 1945 à 1946,.
En 1947, il coorganise avec George Houser (en) au nom du CORE le Journey of Reconciliation, manifestation rassemblant des blancs et des noirs pour mettre fin à la ségrégation dans les transports publics,,, ce mouvement servira de modèle pour les Freedom rides des années 1960.
Entre 1947 et 1952, Rustin se rend en Inde puis en Afrique sous l'égide du CORE, pour étudier les mouvements d'indépendance non violents indiens et ghanéens.
En 1950, il devient le secrétaire d'une association pacifiste la War Resisters League (en), poste qu'il gardera jusqu'en 1965.
À une époque où l'homosexualité est criminalisée, la vie personnelle de Rustin pouvait délégitimer son action. Son homosexualité devait restée cantonnée dans les cercles gays de Greenwich Village. En dehors de cette zone de tolérance, la vie personnelle de Rustin est considérée comme une menace pour les organisations politiques pour lesquelles il travaillait. Lorsque Rustin a commencé à avoir des problèmes avec les lois contre les activités homosexuelles, le président du FOR, l'avertit que toute nouvelle violation de ce type entraînerait son limogeage de l'organisation. Le 21 janvier 1953, Rustin est arrêté et condamné à 60 jours de prison à Pasadena pour relation homosexuelle, cette condamnation demeure une tache sur sa carrière de militant, il perdra ses postes au CORE et au FOR.
Lors du boycott des bus de Montgomery de 1955-1956, Glenn E. Smiley (en) présente à Martin Luther King le livre The Power of Non-Violence du philosophe Richard Gregg. Bayard Rustin le lit et s'en servira pour l'organisation de la non-violence, avant de devenir le conseiller de Martin Luther King Jr.
En 1957, il conseille Martin Luther King pour la création de la Southern Christian Leadership Conference qui permet d’étendre des mouvements non-violents sur l'ensemble du territoire des États-Unis,,. La même année il organise avec A. Philip Randolph et Ella Baker la marche Prayer Pilgrimage for Freedom (en) vers le Lincoln Memorial. Il est désigné pour coordonner la Marche sur Washington pour l'emploi et la liberté du 28 août 1963,,.
Après l'adoption du Civil Rights Act de 1964 et du Voting Rights Act en 1965, il prône la coopération entre le mouvement des droits civiques et le Parti démocrate. De 1965 à 1979, il est président du A. Philip Randolph Institute (en), dont la vocation est de coordonner les mouvements pour les droits civiques avec l'action syndicale.
En 1970, il se retire de la vie au sein des associations militantes, continue d'écrire et devient membre du conseil d'administration de l'université Notre-Dame. En 1975, il devient directeur du Black Americans to Support Israel Committee (BASIC).
Homosexuel, il milite sur le tard, sans appartenir à quelque mouvement que ce soit, pour la reconnaissance des droits des gays et lesbiennes,.

### Divers
- Ses activités feront l'objet de surveillance par le FBI[40] et la CIA[41].

### Mort
Il meurt des suites d'une péritonite au Lenox Hill Hospital le 24 août 1987.
Il est incinéré, ses cendres sont enterrées dans une propriété non identifiée de New York.

### Vie privée
De 1977 jusqu'à sa mort, il a pour compagnon Walter Naegle (en). Le mariage homosexuel étant interdit, ils contournent la loi : Bayard Rustin prend Walter Naegle comme fils adoptif,.

## Prix, distinctions et hommages
- 1965 : lauréat du Man of the Year Award / Prix homme de l'année, décerné par la NAACP[2],
- 1966 : lauréat du Eleanor Roosevelt Award, décerné par le Trade Union Leadership Council[46],
- 1967 : lauréat du Liberty Bell Award, décerné par l'université Howard (School of Law)[2],
- 1968 : lauréat du John Dewey Award, décerné par la United Federation of Teachers[47],
- 1969 : lauréat du Family of Man Award, décerné par le National Council of Churches[2],
- 1971 : lauréat du John F. Kennedy Award, décerné par le National Council of Jewish Women[46],
- 1974 : lauréat du Lyndon Johnson Award, décerné par l'Urban League[2],
- 1980 : lauréat du Murray Green Award, décerné par l'AFL-CIO[46],
- 1981 : lauréat du Stephen Wise Award, décerné par le Jewish Committee[42],
- 1981 : lauréat du John La Farge Memorial Award, décerné par le Catholic Interracial Council of New York[2],
- 23 janvier 1990 : une plaque à son nom, posée sur le sol, est inaugurée à l'extrémité sud du parc (en) Ralph Bunche à New York par l'ancien maire Ed Koch[48],[49],
- 2006 : ouverture de la Bayard Rustin High School du West Chester Area School District[50]

- Le 20 novembre 2013, le président américain Barack Obama lui décerne à titre posthume la médaille présidentielle de la Liberté[51],[52].
- Le 8 mars 2016, la maison de Bayard Rustin à New York est inscrite au Registre national des lieux historiques[53].
- Le 12 avril 2018 : la nouvelle "Elementary School" de Rockville, dans le Maryland, prend le nom de "Bayard Rustin Elementary School"[54],
- Il est élevé au grade de Docteur honoris causa par plusieurs établissements universitaires : le Clark College (en), l'université d'État de Montclair , la New School for Social Research, l'université Brown, l'université Harvard, l'université de Columbia, université de New York et l'université Yale.

## Archives
Les archives de Bayard Rustin sont consultables à la bibliothèque du Congrès, à l'American Jewish Historical Society, à la bibliothèque de l'université de Princeton et à la TriCollege Library.

## Filmographie
- Rustin (2023) de George C. Wolfe, interprété par Colman Domingo

## Pour approfondir

#### Notices dans des encyclopédies et manuels de références
- (en-US) Barbara C. Bigelow, Contemporary Black Biography, 4, Detroit, Michigan, Gale Research, 6 avril 1993, 319 p. (ISBN 9780810385566, lire en ligne), p. 210-214,
- (en-US) Shelley Fisher Fishkin & David Bradley (dir.), Encyclopaedia of Civil Rights in America, vol. 3. Price, U.S. vs.--Zoot suit riots, Armonk, New York, Routledge / Sharpe Reference, 1er octobre 1997, 1081 p. (ISBN 9780765680006, lire en ligne), p. 777-778,
- (en-US) Suzanne Michele Bourgoin, Encyclopedia Of World Biography, vol. 13. Raffles-Schelling, Detroit, Michigan, Gale Research, 2 décembre 1997, 527 p. (ISBN 9780787622213, lire en ligne), p. 382-383,
- (en-US) John A. Garraty (dir.), American National Biography, vol. 19: Rousseau - Simmons, New York, Oxford University Press, USA, 1er janvier 1999, 959 p. (ISBN 9780195127980, lire en ligne), p. 120-121,
- (en-US) R. Kent Rasmussen (dir.), The African American Encyclopedia, vol. 8. Ran-Sud, New York, Cavendish Square Publishing, 30 janvier 2001, 2402 p. (ISBN 9780761472162, lire en ligne), p. 2203-2204,
- (en-US) Paul Finkelman (dir.), Encyclopedia of African American History, 1896 to the Present : From the Age of Segregation to the Twenty-First Century, vol. 4. O-T, New York, Oxford University Press, USA, 2 février 2008, 509 p. (ISBN 9780195167795, lire en ligne), p. 261-263,

#### Essais et Biographies
- (en-US) James Haskins, Bayard Rustin : Behind the Scenes of the Civil Rights Movement, New York, Little, Brown Books for Young Readers, 1er septembre 1996, 144 p. (ISBN 9780786821402, lire en ligne),
- (en-US) Jervis Anderson, Bayard Rustin : Troubles I've Seen: A Biography, HarperCollins Publishers, 1er février 1997, 440 p. (ISBN 9780060167028, lire en ligne),
- (en-US) Daniel Levine, Bayard Rustin and the Civil Rights Movement, New Brunswick, New Jersey, Rutgers University Press, 1er novembre 1999, 344 p. (ISBN 9780813527185, lire en ligne),
- (en-US) John D'Emilio, Lost Prophet : The Life and Times of Bayard Rustin, Chicago, Illinois, University of Chicago Press, 5 août 2003, 596 p. (ISBN 9780226142692, lire en ligne),
- (en-US) Calvin Craig Miller, No Easy Answers : Bayard Rustin and the Civil Rights Movement, Greensboro, Caroline du Nord, Morgan Reynolds Publishing, 1er janvier 2005, 168 p. (ISBN 9781931798433, lire en ligne),
- (en-US) Jerald Podair, Bayard Rustin : American Dreamer, Lanham, Maryland, Rowman & Littlefield Publishers, 28 octobre 2008, 198 p. (ISBN 9780742545137, lire en ligne),
- (en) Nicole Hirschfelder, Oppression as Process : The Case of Bayard Rustin, Heidelberg, Universitätsverlag Winter, coll. « American Studies - A Monograph » (no 254), 2014, 313 p. (ISBN 978-3-8253-6390-1),

#### Articles
- (en-US) John D'Emilio, « Remembering Bayard Rustin », OAH Magazine of History, vol. 20, no 2,‎ 2006, p. 12-14 (3 pages) (lire en ligne ),
- (en-US) Mathew Forstater, « From Civil Rights to Economic Security: Bayard Rustin and the African-American Struggle for Full Employment, 1945-1978 », International Journal of Political Economy, vol. 36, no 3,‎ 2007, p. 63-74 (12 pages) (lire en ligne ),
- (en-US) Walter Naegle, « humanrights hero: Remembering Bayard Rustin », Human Rights, vol. 40, no 1,‎ décembre 2013, p. 26, 25 (2 pages) (lire en ligne ),
- (en-US) Jake Hodder, « Toward a Geography of Black Internationalism: Bayard Rustin, Nonviolence, and the Promise of Africa », Annals of the American Association of Geographers, vol. 106, no 6,‎ novembre 2016, p. 1360-1377 (18 pages) (lire en ligne ),
- (en-US) Matthew Wills, « Who Was Bayard Rustin? : And why is he left out of the history of the civil rights movement? », Jstor Daily,‎ 27 juin 2020 (lire en ligne),